# Żołynia
Żołynia (niem. Schelling) – wieś w Polsce położona w województwie podkarpackim, w powiecie łańcuckim, w gminie Żołynia; siedziba gminy Żołynia. Przy drodze wojewódzkiej 877 Łańcut–Leżajsk.

## Przyroda
W Żołyni, przy drodze do Białobrzegów, rośnie najgrubsza w Polsce sosna zwyczajna o pojedynczym pniu. To monumentalne drzewo ma pień o obwodzie 442 cm (w 2016), wysokość – 14,5 m (w 2013). Z drzewem wiąże się legenda, jakoby pod sosną wypoczywał Król Jan III Sobieski (sosna jest prawdopodobnie znacznie młodsza, szacuje się jej wiek na 250 lat).

## Części wsi
| SIMC    | Nazwa         | Rodzaj     |
| ------- | ------------- | ---------- |
| 0667767 | Bikówka       | część wsi  |
| 0667840 | Gajówka       | przysiółek |
| 0667773 | Jagielnie     | część wsi  |
| 0667780 | Kmiecie       | część wsi  |
| 0667796 | Miasto        | część wsi  |
| 0667804 | Raki          | część wsi  |
| 0667885 | Zagóra        | przysiółek |
| 0667810 | Zakącie       | część wsi  |
| 0667827 | Żołynia Dolna | część wsi  |
| 0667833 | Żołynia Górna | część wsi  |

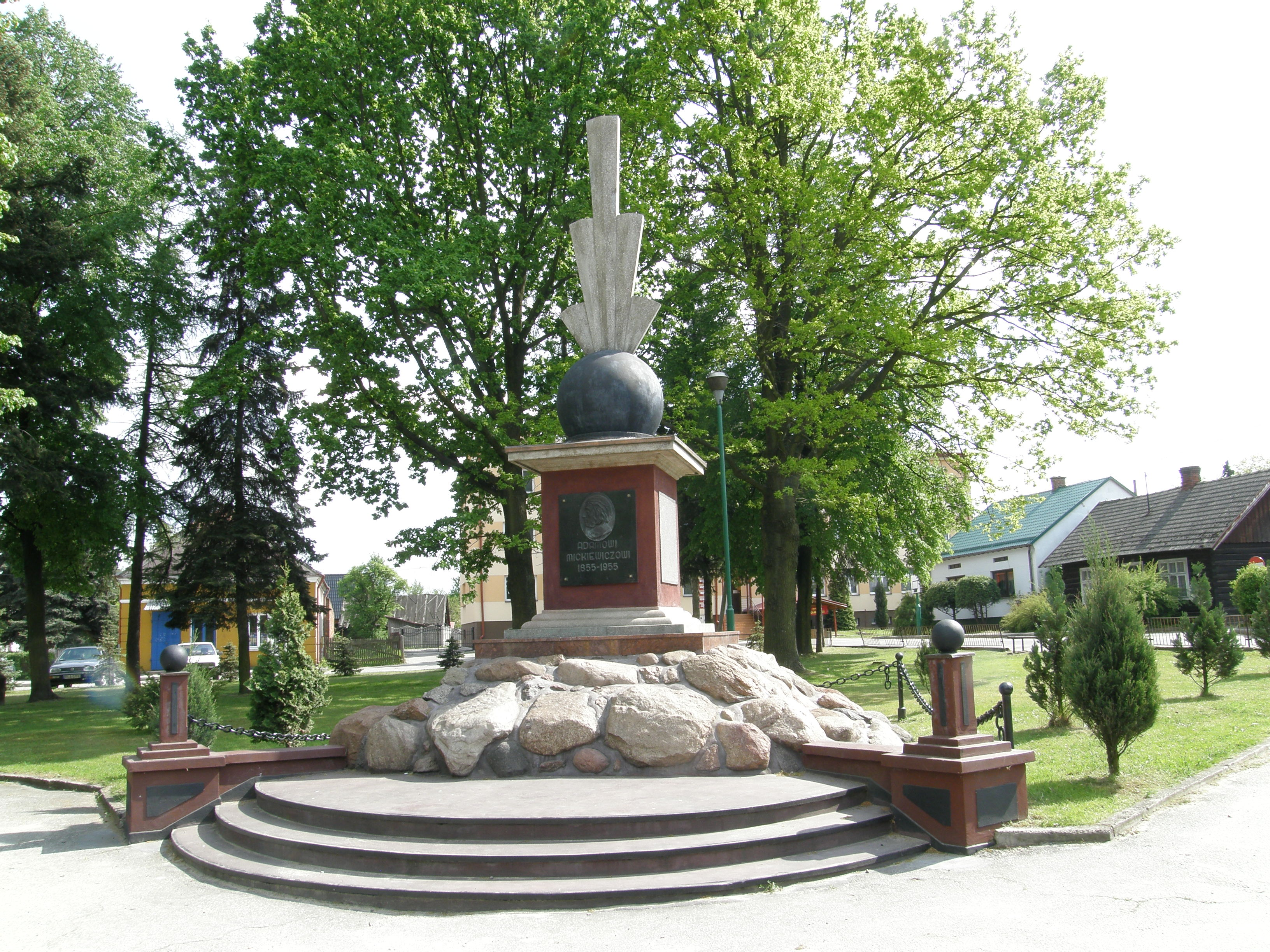
Monument Adama Mickiewicza

Integralną częścią miejscowości były również Kopanie Żołyńskie, które w 2023 r. uzyskały status wsi.

## Historia

### Początki
Wieś, położona w powiecie przemyskim. Chociaż Żołynia jest wsią starą została lokowana dopiero w drugiej połowie XVI wieku. Twierdził tak Fryderyk Alembek który w 1638 roku w czasie wizytacji żołyńskiej parafii założonej w 1622 roku zapisał:  ''ta świątynia była fundowana niewiele później od lokacji wsi". To zdanie podzielał również Oskar Kolberg pisząc o tym że Żołynię założyli Niemcy sprowadzeni przez Stadnickiego (sprowadzeni około roku 1590) lub Krzysztofa Pileckiego (sprowadzeni około roku 1550). Około 1550 roku w Żołyni istniał zbór luterański który w 1586 roku kiedy to Żołynię przejęli Stadniccy przeszedł w ręce kalwińskie. W 1621 roku w dzień Piotra i Pawła w zbór trafił piorun na fundamentach zboru wybudowano kościół i od 1622 roku Żołynia jest Katolicka. Była własnością Stanisława Herakliusza Lubomirskiego, została spustoszona w czasie najazdu tatarskiego w 1672 roku.
W XIX wieku obszar Galicji podzielono na gminy katastralne. Powstała wtedy gmina katastralna Żołynia o obszarze 3468 ha, na obszarze której utworzono dwie odrębne gminy polityczne (jednostkowe): Żołynia Miasteczko i Żołynia Wieś oraz obszar dworski Żołynia Wieś.

### Podział na części miejską i wiejską
Żołynia Miasteczko

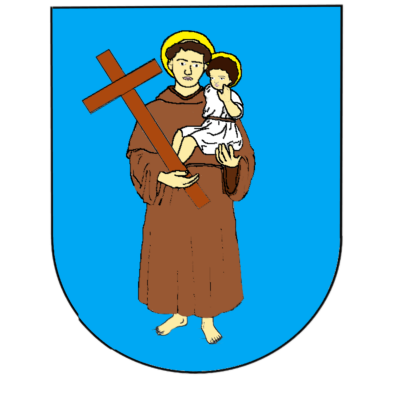
Historyczny herb Żołyni

Przed 1713 rokiem w centralnej części Żołyni lokowano miasto, które pod zaborem austriackim przekształcono w miasteczko (1784).
W połowie XIX wieku powstała polityczna gmina jednostkowa Żołynia Miasteczko, licząca w 1900 roku 1711 mieszkańców, w tym 138 wojskowych (1573 mieszkańców bez wojska. Obszar ten odpowiada terytorialnie współczesnej części wsi o nazwie Miasto (SIMC 0667796 w TERYT) w rejonie żołyńskiego rynku.
Po przejściu pod administrację polską po I wojnie światowej, gmina Żołynia Miasteczko należała do powiatu łańcuckiego w województwie lwowskim. W 1921 roku liczyła 954 mieszkańców.
Żołynia Wieś
Po otrzymaniu przez Żołynię praw miejskich, zewnętrzne obszary Żołyni utrzymały status wiejski; określano je początkowo Żołynią Dolną i Żołynią Górną.
W połowie XIX wieku na obszarze tym powstała polityczna gmina jednostkowa Żołynia Wieś, licząca w 1900 roku 4526 mieszkańców. Obejmowała trzy miejscowości: Bikówka (147 mieszkańców, 29 ha), Kopanie (354 mieszkańców, 68 ha) i Żołynia Wieś (4025 mieszkańców, 748 ha). Obszar dworski  Żołynia Wieś obejmował 423 ha i zamieszkiwało go 17 osób.
Po przejściu pod administrację polską po I wojnie światowej, zniesiono obszar dworski Żołynia Wieś, łącząc go z gminą wiejską Żołynia Wieś. Gmina Żołynia Wieś należała do powiatu łańcuckiego w województwie lwowskim. W 1921 roku liczyła 3973 mieszkańców.

### Połączenie gmin w 1928 i dalsze losy
1 kwietnia 1928 gminy Żołynia Miasto (Miasteczko) i Żołynia Wieś połączono w jedną (jednostkową) gminę wiejską o nazwie Żołynia.
1 sierpnia 1934 w związku z reformą administracyjną zniesiono gminy jednostkowe, zastępując je (dużymi) gminami zbiorowymi. Gmina jednostkowa Żołynia weszła w skład nowo utworzonej zbiorowej gminy Żołynia (obejmującej także Brzózę Stadnicką, Rakszawę i Smolarzyny), której została siedzibą. Równocześnie, według założeń reformy, Żołynia utraciła status miasteczka. 17 września 1934 Żołynia otrzymała status gromady (sołectwa) – obejmującej miejscowości Żołynia, Bikówka, Kopanie i Podlesie – w granicach gminy zbiorowej Żołynia.
W nocy 24 na 25 kwietnia 1943 r. doszło do największej akcji bojowej Armii Krajowej obwodu łańcuckiego, tj. odbicia więźniów z aresztu w Żołyni. 4 czerwca 1943 roku Niemcy przeprowadzili pacyfikację, podczas której zamordowano 14 osób. 16 sierpnia 1943 roku oddział Gwardii Ludowej „Iskra” pod dowództwem Jana Paducha ps. „Janek” opanował miejscowość. Zniszczono urząd gminny i pocztowy, mleczarnię i rozpędzono komisję przygotowującą listy mieszkańców do deportacji. Od października 1944 w Żołyni stacjonowała część kompanii AK o kryptonimie OP-26 Zgrupowania Warta. Broniła ona ludność polską przez atakami nacjonalistów ukraińskich z UPA. Jej dowódca, por. Józef Biss został aresztowany 29 maja 1945 r. przez NKWD. Po wojnie wieś została odznaczona Krzyżem Grunwaldu w dowód uznania za postawę w czasie okupacji.
Po II wojnie światowej Żołynia stanowiła jedną z czterech gromad (sołectw) gminy Żołynia w powiecie łańcuckim w nowo utworzonym województwie rzeszowskim. Jesienią 1954, w związku z reformą administracyjną kraju znoszącą gminy, Żołynia ze Smolarzynami i przysiółkiem Zakącie (z dotychczasowej gromady Gwizdów ze zniesionej gminy Giedlarowa) utworzyły gromadę Żołynia. Gromada ta przetrwała do końca 1972 roku. 1 stycznia 1973 Żołynia została siedzibą reaktywowanej gminy Żołynia w powiecie łańcuckim.
W latach 1975–1998 miejscowość administracyjnie należała do województwa rzeszowskiego.

## Znane osoby z Żołyni
- Władysław Cieśla (1898–1974) – Sprawiedliwy Wśród Narodów Świata
- Franciszek Frączek (1908–2006) – polski malarz i grafik
- Tomasz Garlicki – polski nauczyciel[38], długoletni dyrektor Gimnazjum w Złoczowie[39]
- Bonawentura Szeleszczyński (1801–1876) – ziemianin, współwłaściciel Rakszawy, powstaniec styczniowy, polityk demokratyczny, poseł do Sejmu Ustawodawczego w Kromieryżu, na Sejm Krajowy Galicji oraz do austriackiej Rady Państwa.
- Rufin Franciszek Janusz (1912–2002) – polski duchowny katolicki, bernardyn, kapelan Armii Krajowej w stopniu kapitana
- ks. Tadeusz Mach – urodzony w Żołyni[40],
- ks. Józef Lach – święcenia kapłańskie w 1938 r. Pierwszą jego placówka była Żołynia, gdzie był w AK i gdzie się ukrywał. Po wojnie w par. Gajków, później przez 30 lat proboszcz w Świebodzicach.
- Józef Bosak – muzyk ludowy[41]
- ks. Stanisław Pawul (1942–2019) – prezbiter, absolwent LO w Żołynii (1959).
- Leon Leja (1913–1997) – pedagog, profesor Uniwersytetu im Adama Mickiewicza w Poznaniu
- Władysław Młynek – poeta, autor między innymi utworu „Opis Żołyni” z 1905.
- Donata Dąbrowska (1923–2015) – chemiczka. Opracowała receptury leków i technologie ich produkcji, m.in. Aviomarin i syrop Guajazyl.
- Stanisław Grocholski – (1860–1932) – malarz, grafik i ilustrator.